# Lightning LS-218
Lightning LS-218 — мотоцикл, флагман компании Lightning Motorcycle, выпускающийся с 2014 года.
Lightning LS-218 занял первое место среди мотоциклов (как бензиновых, так и электрических) на Pikes Peak International Hill Climb в 2013.
Производитель заявляет максимальную скорость 218 mph (350 км/ч), что превышает скорость, разрешённую для скоростных серийных мотоциклов. Рекорд скорости в 218 миль/час был установлен на озере Бонневилль, на модифицированном, по сравнению с серийной версией, мотоцикле: изменили обтекатель и передаточное число трансмиссии.
На начало 2015 года было заказано 200 мотоциклов.

## Конструкция и технические характеристики[7]
Шасси выполнено из углеродного волокна. Двигатель синхронный, на постоянных магнитах, с жидкостным охлаждением. LS-218 ускоряется от 0 до 100 км/ч менее, чем за 3 секунды и имеет максимальную заявленную скорость 350 км/ч. Трансмиссия односкоростная.
Мотоцикл оборудован вилками Öhlins FGRT, колёсами Marchesini из магниево-алюминиевого сплава, радиальными передними тормозами Brembo и программируемым регенеративным тормозом.
Стандартный аккумулятор имеет ёмкость 12 кВт/ч. Есть модели на 15 и 20 кВт/ч («двадцадка» — одна из самых «дальнобойных» моделей на рынке, — вместе с моделью Mission R компании Mission Motors). Модель с аккумулятором 20 кВт/ч может проехать до 160—180 миль (257—290 км).
Варианты комплектации:
- 380В, с аккумулятором 12 кВт/ч: 100—120 миль от одной зарядки
- 380В, с аккумулятором 15 кВт/ч: 120—150 миль от одной зарядки
- 380В, с аккумулятором 20 кВт/ч: 160—180 миль от одной зарядки

Напряжение: 380 В, мощность двигателя: 200 л. с., 228 Нм крутящего момента, развивает максимально 10500 об/мин, вес: 225 кг.
С зарядным устройством быстрой зарядки или зарядным устройством уровня 2 зарядка может длиться от 30 минут до 120 минут соответственно.
Цена мотоцикла начинается от 38888 долл.; развивает скорость 350 км/ч.

## Производство
В конце 2014 года первым клиентам было отправлено 5 мотоциклов.